# Joseph Brendan Houlihan
Joseph Brendan Houlihan SPS (* 25. September 1911 in Ballyferriter, County Kerry, Vereinigtes Königreich Großbritannien und Irland; † 2. Dezember 1975 in Kisumu, Kenia) war ein irischer römisch-katholischer Ordensgeistlicher und Bischof von Eldoret.

## Leben
Joseph Brendan Houlihan trat am 24. Juli 1933 der Ordensgemeinschaft der St. Patrick’s Gesellschaft für auswärtige Missionen bei und empfing am 18. März 1937 durch den Bischof von Kildare und Leighlin, Thomas Keogh, das Sakrament der Priesterweihe. Papst Pius XII. bestellte ihn am 29. Januar 1954 zum ersten Apostolischen Präfekten von Eldoret.
Am 19. Juli 1960 wurde Joseph Brendan Houlihan infolge der Erhebung der Apostolischen Präfektur Eldoret zum Bistum erster Bischof von Eldoret. Der Weihbischof in New York, Fulton J. Sheen, spendete ihm am 20. November desselben im Konvent der St. Patrick’s Gesellschaft für auswärtige Missionen in Eldoret die Bischofsweihe; Mitkonsekratoren waren der Bischof von Kisii, Maurice Michael Otunga, und der Weihbischof in Calabar, Dominic Ignatius Ekandem.
Houlihan nahm an allen vier Sitzungsperioden des Zweiten Vatikanischen Konzils teil. Am 19. Oktober 1970 nahm Papst Paul VI. das von Joseph Brendan Houlihan vorgebrachte Rücktrittsgesuch an und ernannte ihn zum Titularbischof von Chunavia. Houlihan verzichtete am 24. April 1971 auf das Titularbistum Chunavia. Anschließend lehrte er bis 1974 am Priesterseminar in Nairobi.